# Skansholmen, Storsjön
Skansholmen är en mindre ö i Storsjön, Jämtland, och är en del av Andersöns naturreservat. Den är belägen i Sunne distrikt (Sunne socken) och förbinds med korta broar på tre sidor, i väst med Isön, i norr med Andersön och i söder med fastlandet.
Ön har fått sitt namn från en historisk skans, Andersö skans, som på 1650-talet började uppföras på ön efter order av drottning Kristina för att tillsammans med Frösö skans befästa Jämtland som en del av det svenska riket. Skansen färdigställdes aldrig men resterna av den kan ses än idag.